# رولد ساگدیف
 رولد ساگدیف (روسی: Роальд Зиннурович Сагдеев؛ زاده ۲۶ دسامبر ۱۹۳۲) یک فیزیک‌دان اهل روسیه است که تبار تاتاری دارد و هم اکنون ساکن ایالات متحده است.